# Inverness Caledonian Thistle Football Club
Inverness Caledonian Thistle Football Club, comumente conhecido como Caley Thistle, é um clube de futebol profissional com sede em Inverness, Escócia. A equipe atualmente compete no Campeonato Escocês, segunda divisão da Liga Escocesa de Futebol Profissional, e manda seus jogos no Caledonian Stadium.
Inverness Caledonian Thistle venceu a Copa da Escócia em 2015 e foi vice-campeão na Copa da Liga Escocesa um ano antes. Eles também ganharam a Scottish Challenge Cup três vezes e a Scottish Football League First Division duas vezes. Sua posição mais alta na primeira divisão, a Scottish Premiership, foi a 3ª na temporada 2014-15.